# HD 1758
HD1758 є хімічно пекулярною зорею спектрального класу
A2 й має видиму зоряну величину в
смузі V приблизно  9.1.
.